# Resultados do Carnaval de Uruguaiana em 2023
Resultados do Carnaval de Uruguaiana em 2023, foram divulgados no dia 12 de março. A Deu Chucha na Zebra foi a vencedora com o enredo Brasil Sertanejo.

## Grupo Especial
| Colocação | Escola                     | Pontos | Ref.  |
| --------- | -------------------------- | ------ | ----- |
| 1.º       | Deu Chucha na Zebra        | 396,5  | [ 1 ] |
| 2.º       | Unidos da Ilha do Marduque | 396,2  | [ 1 ] |
| 3.º       | Imperadores do Sol         | 392,5  | [ 1 ] |
| 4.º       | Unidos da Cova da Onça     | 390,7  | [ 1 ] |
| 5.º       | Os Rouxinóis               | 390,4  | [ 1 ] |
| 6.º       | Bambas da Alegria          | 388,9  | [ 1 ] |
| 7.º       | Apoteose do Samba          | 376,3  | [ 1 ] |
| 8.º       | Império Serrano            | 376,1  | [ 1 ] |